# Leona Rogić
Leona Rogić, državna reprezentativka Srbije u umjetničkom klizanju i trostruka juniorska državna prvakinja. Klizačica je subotičkog Spartaka. Natjecala se na 51. Zlatnoj pirueti u prosincu 2018., na kojoj je od 18 natjecateljica iz 11 zemalja bila sedma. Ukupno je tad ostvarila skor od 109,63 boda. Sudjelovat će na Europskim olimpijskim igrama mladih početkom veljače 2019. u Sarajevu, BiH. Rogić je bila uspješna i na reosnovanom natjecanju Melodije na ledu u Subotici, koje je ujedno i Kup Vojvodine u umjetničkom klizanju.